# Brachyramphus marmoratus
El mérgulo jaspeado (Brachyramphus marmoratus) es una especie de ave caradriforme de la familia Alcidae oriunda del Pacífico norte. Anida en bosques primarios; en latitudes más altas, donde no crecen árboles, lo hace directamente sobre la tierra. Si bien se creía desde antes que anidaba en árboles, esto no fue comprobado sino hasta 1974.[cita requerida]
Esta especie ha sufrido decrecimientos poblacionales a causa de la tala de los bosques donde anidan a partir de la segunda mitad del siglo XIX. El declive en sus poblaciones y su asociación con los bosques primarios, por lo menos en la parte sur de su área de distribución, lo convirtió en una especie emblemática del movimiento de conservación de los bosques. En Canadá, al norte de los 50° latitud norte, y Alaska, las disminuciones en sus poblaciones no han sido tan marcadas, por lo que las poblaciones son allí mucho más grandes.

## Descripción
El mérgulo jaspeado es un ave de unos 25 cm de longitud, con un pico delgado, de color negro. Tiene alas puntiagudas y su plumaje varía según la estación del año. Esta ave se asemeja mucho a su pariente más cercano, el mérgulo piquilargo (Brachyramphus perdix). De hecho, fueron consideradas una misma especie hasta 1998. Son prácticamente idénticas. Cuando son polluelos ambas presentan un plumaje de color marrón moteado en su cuerpo y cara. El mérgulo piquilargo tiene la garganta blanca pálida, a diferencia del mérgulo jaspeado. En invierno, su plumaje exhibe un collar blanco, que no presenta el mérgulo piquilargo. Además, tiene un pico más corto y ligeramente más pequeño que esa especie.

## Comportamiento

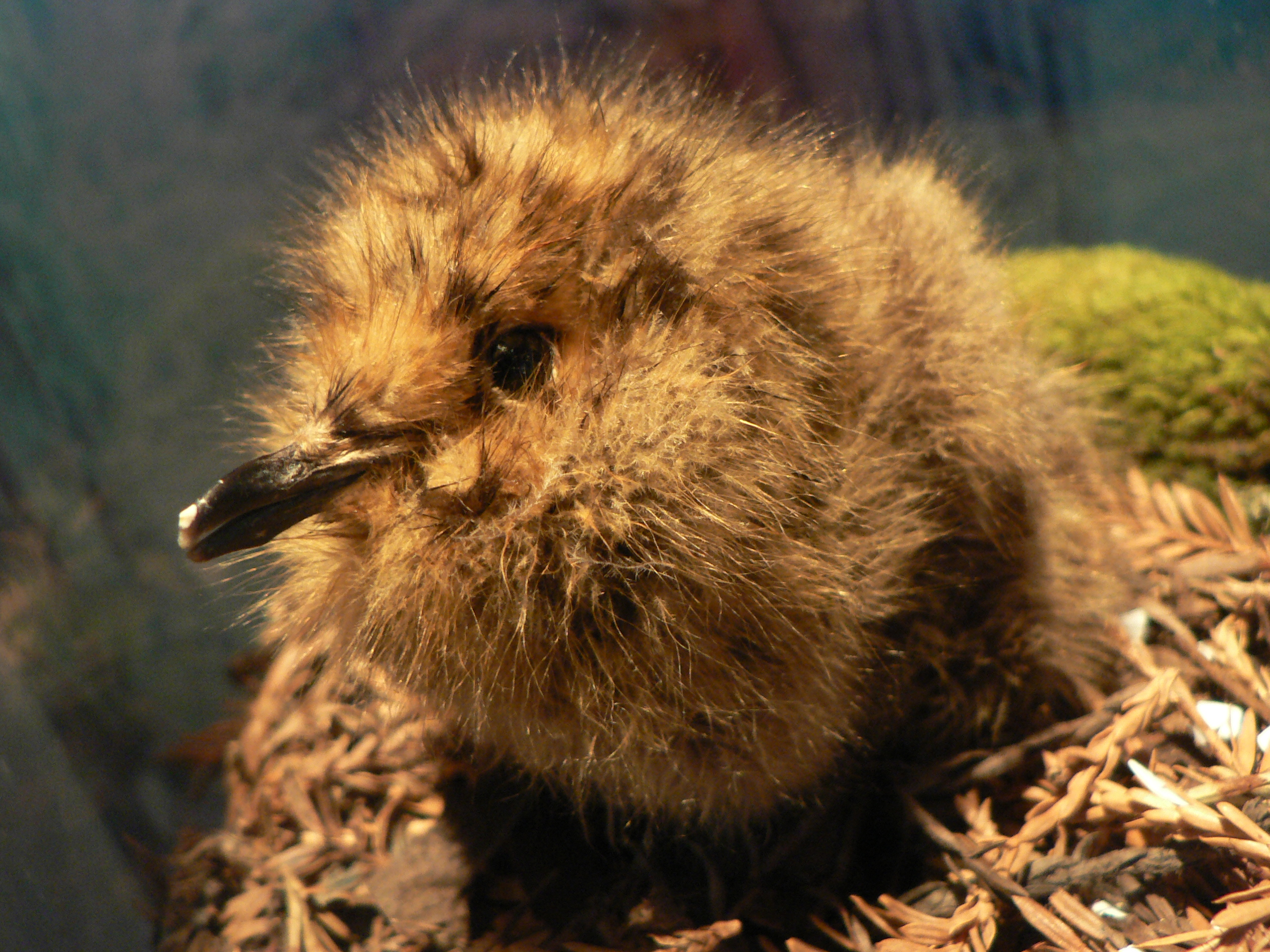
Polluelo del mérgulo jaspeado.

### Alimentación
Se alimenta en el mar, tanto en zonas pelágicas en alta mar (a menudo asociadas con afloramientos) como cerca de la costa en bahías protegidas y fiordos. Su dieta consiste principalmente en lanzones, pero también ingiere arenques, capelanes y peces carpita. Se desconoce si el ave viaja desde la costa del Pacífico de América del Norte hacia el este adentrándose en el interior del continente.
Las aves adultas vuelan desde el área de alimentación, en el océano, hasta el interior a los sitios de anidación, sobre todo al atardecer y al amanecer. Alimentan a los polluelos por lo menos una vez al día. Generalmente solo le llevan un pez a la cría. Los polluelos abandonan el nido a los veintiocho días. Las crías permanecen en el nido más tiempo que otros álcidos y mudan su plumaje antes de abandonar el nido. Los polluelos vuelan directamente desde el nido hasta el océano.

### Reproducción
El mérgulo jaspeado no se reproduce hasta que tiene al menos dos años de edad, anida desde mediados de abril hasta finales de septiembre. El auge de la actividad de reproducción se produce a partir de mediados de junio hasta finales de julio en California y la segunda semana de julio hasta mediados de agosto en Oregón. Esta especie es semicolonial, en cuanto a los hábitos de anidación. Dos nidos descubiertos en Washington, estaban localizados a una distancia de 46 cm uno del otro.[cita requerida] No todas las aves adultas de esta especie anidan todos los años. El mérgulo marmoleado solo pone un huevo. El huevo es incubado por los padres durante unos treinta días.
El comportamiento de nidificación del mérgulo jaspeado es inusual, ya que, a diferencia de la mayoría de los álcidos, no anida en colonias, en acantilados o en madrigueras, sino en ramas antiguas y coníferas maduras —como la tsuga del Pacífico (Tsuga heterophylla), la pícea de Sitka (Picea sitchensis), el abeto de Douglas (Pseudotsuga menziesii) y la secuoya roja (Sequoia sempervirens)— costeras hasta 80 km tierra adentro. Pone huevos en plataformas de líquenes o musgos en estas ramas; con menos frecuencia sobre el suelo. En las poblaciones septentrionales, anida sobre el suelo, entre las rocas, al igual que otras especies de aves emparentadas. El huevo se incuba durante un mes y luego el polluelo es alimentado durante unos cuarenta días hasta que es capaz de volar. Los polluelos abandonan entonces el nido y vuelan solos hacia el mar. El éxito reproductivo es bajo debido a la alta tasa de mortalidad de los polluelos.

## Distribución y hábitat
El mérgulo jaspeado se reproduce en la península de Kenai en Alaska, en las islas Barren y en las islas Aleutianas hacia el sur, a lo largo de la costa norteamericana sobre el océano Pacífico, hasta Point Sal State Beach, en  el condado de Santa Bárbara (centro-sur de California). Esta ave pasa el invierno generalmente dentro de la misma área general; por otro lado, en los sectores septentrionales de su área de distribución tiende a emigrar, en especial donde se forma hielo en la superficie de los fiordos. Se lo ha avistado tan al sur como Imperial Beach, en el condado de San Diego (California).
Es un ave costera que se reproduce principalmente cerca del agua salada, hasta a 2 km de la costa. Sin embargo, ha sido encontrada tierra adentro a 8 km en Washington, a 56 km en Oregón, a 37 km en el norte de California y a 18 km en el centro de California. Más del 90 % de las observaciones han sido en las cascadas del norte de Washington, a 60 km de la costa. Algunos visitan los lagos costeros. La mayoría de los lagos habitados por la especie se encuentran a 20 km del océano, aunque se han encontrado algunos ejemplares hasta 75 km tierra adentro. Todos los lagos donde se encuentra son potenciales hábitats frecuentados durante la temporada de nidificación.

## Comunidades de plantas
En las regiones del norte, donde no existen los bosque de coníferas, habita en la tundra alpina cercana al océano. En Washington y Oregón, habitualmente anida en el abeto Douglas (Pseudotsuga menziesii). En California prefiere hábitats donde predominan las secuoyas (Sequoia sempervirens), con dispersión de abetos Sitka, tsugas del Pacífico (Tsuga heterophylla) y abetos Douglas. También habita en sitios predominados por cedros Port-Oford (Chamaecyparus lawsoniana).